# Teatro comunale Eschilo
Il Teatro Eschilo, di proprietà comunale, è il più antico della città di Gela in Sicilia. Di origine ottocentesca, l'attuale edificio è il risultato della ristrutturazione operata nell'ultimo decennio sulla struttura già rimodulata nella prima metà del XX secolo. Chiuso definitivamente nel 1975, il teatro ha riaperto i battenti il 27 febbraio 2013.

## La costruzione
Come altre attive cittadine costiere e commerciali della Sicilia, Terranova di Sicilia aveva l'esigenza di un luogo di ritrovo e di cultura per le classi più agiate. Così nella prima metà dell'Ottocento i più facoltosi possidenti della città in collaborazione con l'amministrazione comunale decisero di finanziare la costruzione di un teatro, piccolo ma elegante, dove poter tenere rappresentazioni teatrali e concerti.
Come area per la sua edificazione venne scelto il terreno su cui, un tempo, sorgeva la chiesa di San Giovanni di Dio (con annesso Ricovero) in una zona centrale del centro: piazza Sant'Agostino (una delle più belle della città).
Il teatro venne inaugurato nel 1832 con la denominazione di "Maria Teresa", poi convertita in "Giuseppe Garibaldi".

## La struttura
Il prospetto principale in stile neoclassico è caratterizzato da tre ingressi con arco a tutto sesto su superficie bugnata, sottostanti ad altrettante finestre con cornicione decorato in rosa e al grande frontone. La facciata venne ricostruita, cercando di imitare quella originaria, intorno al 1920.
L'interno, elegante e raccolto, era incentrato su una sala a ferro di cavallo con tre file di palchi (compresi quelli al piano rialzato) e decorato in oro zecchino, con stucchi e tende in velluto. Nei primi decenni del Novecento iniziò però a mostrare segni di cedimento delle pareti perimetrali, così il comune decise di abbatterlo e ricostruire la struttura esterna intorno agli anni venti e la sala interna intorno al 1930.
La nuova sala, sempre con pianta a ferro di cavallo, era formata da: un'ampia platea e da due piccole "barcacce" a piano terra, da una "balconata" senza divisioni al primo piano e da una galleria al secondo.
Questa volta però, forse per carenza di fondi, non si diede grande importanza alle finiture interne e la nuova sala appariva molto spartana: superfici lisce e bianche, pilastri a vista, pavimentazione in cemento, sedie in legno.
Nella demolizione dell'antico teatro, dunque, la città perse un autentico gioiellino architettonico del XIX secolo.
La nuova struttura, inoltre, non si poteva definire il migliore dei teatri: mancava la fossa orchestrale (era presente solamente un piccolo spazio tra platea e palco delimitato da una ringhierina lignea poi eliminata), l'acustica era pessima e i pochi camerini esistenti erano ricavati su una precaria struttura lignea sviluppata in altezza posta alle spalle della scena. In compenso si aveva un discreto numero di posti a sedere (circa 600) e una scena di dimensioni più che sufficienti.
Nel corso dei decenni nessun intervento di miglioramento delle finiture interne del teatro venne messo in pratica (come era nelle intenzioni iniziali dei progettisti).
Negli ultimi tempi la struttura andò incontro ad un progressivo degrado, sia per la poca cura da parte dell'Ente pubblico sia per il poco senso civico di alcuni frequentatori.
Le precarie condizioni del tetto (a causa delle infiltrazioni d'acqua), le scarse condizioni igieniche e di sicurezza (era presente una sola uscita di sicurezza, peraltro utile solamente ai palchi) portarono alla sua definitiva chiusura per inagibilità nella seconda metà degli anni settanta.
Da allora le saracinesche del teatro rimasero chiuse per quasi 20 anni, fino alla sua riapertura nel 2013.

## L'attività
Secondo testimonianze forniteci principalmente da manifesti dell'epoca gelosamente custoditi da locali cultori di storia patria, il Teatro comunale sin dalla sua apertura avvenuta nella prima metà dell'Ottocento, ospitò con regolarità rappresentazioni teatrali di gusto differente che richiamavano l'attenzione della locale borghesia e piccola nobiltà.
Le prime proiezioni cinematografiche si ebbero, presumibilmente, intorno ai primi anni trenta del Novecento e ciò consentì alla città, che alla fine dello stesso decennio registrava una popolazione di poco oltre 30.000 anime, di godere di ben tre sale cinematografiche.
Il degrado iniziò a colpire in modo significativo la struttura già alla fine degli anni sessanta ma essendo l'unica struttura del genere di proprietà pubblica essa continuò sino alla chiusura definitiva a funzionare in maniera intensa, spessissimo da mattina a sera inoltrata, ospitando eventi di ogni genere e spessore: comizi, saggi di danza, convegni, dibattiti, concerti, spettacoli e proiezioni per le scuole, sfilate. Negli ultimi tempi, purtroppo, ospitò spesso anche spettacoli di spogliarello, di pugilato e proiezioni di film a luci rosse che, probabilmente, contribuirono a fare avvicinare la data della chiusura definitiva che avvenne nel 1980.Prima della chiusura definitiva il teatro ospitò una rassegna teatrale di tre opere allestite dalla prima - in ordine di tempo- compagnia di Gela " I Roccaverdina", guidata dal regista Biagio Pardo. Le tre opere seguite da un attento e folto pubblico furono: Scuru, di Nino Martoglio, Pensaci Giacomino, di Pirandello, e Gatta ci cova di Russo Giusti.
Il più moderno e accogliente "Cine-Teatro Royal" di via Omero da allora svolse per il successivo ventennio la funzione di teatro cittadino.

## La ristrutturazione
I lavori di ristrutturazione dell'ex cine-teatro Eschilo furono avviati nel 2000 dall'allora amministrazione comunale guidata dall'avvocato Franco Gallo con fondi interamente comunali. I lavori continuarono con periodiche interruzioni sino alla metà degli anni 2000; questa prima tranches di lavori ha visto la demolizione e la ricostruzione degli interni del teatro e il rifacimento quasi totale del prospetto esterno.
Nel gennaio del 2009 sono ripresi i lavori di restauro, passati nel frattempo ad un'altra ditta (in quanto la prima era sospettata di condizionamenti mafiosi). In questa seconda tranches di lavori, per i quali il Comune di Gela ha ottenuto un finanziamento della Comunità Europea, si è proceduto alla rifacimento dell'asse del palcoscenico che era stato mal realizzato dalla precedente ditta. Nel 2010, a lavori quasi ultimati, durante la realizzazione di una scala d'emergenza esterna sono ritornati alla luce i ruderi di due edifici religiosi un tempo esistenti sul luogo dell'attuale teatro; tale scoperta ha provocato la fermata dei lavori per qualche mese ma, una volta eseguite tutte le indagini archeologiche da parte della Sovrintendenza, i lavori sono stati ripresi. L'amministrazione comunale nei primi mesi del 2011 ha fatto sapere che i lavori sono quasi al termine. Dopo ulteriori ritardi, dovuti ad autorizzazioni mancanti e forniture rimandate, l'inaugurazione dovrebbe avvenire nel febbraio 2013.
Il progetto prevede, per la seconda volta, il totale rifacimento degli interni del teatro con il recupero dell'originaria orditura lignea delle coperture eliminata nella ricostruzione del 1930.
Dal ridotto, attraverso un ingresso centrale si accederà alla platea; da due rampe di scale laterali si potrà accedere ai due ordini di palchi superiori e alla galleria.
Non si avrà più la tipica pianta a ferro di cavallo e la sala presenterà una pianta rettangolare con due ordini di palchi (15 per piano) e, superiormente, la galleria. Inoltre sono previsti il golfo mistico e un'ampia scena (con botola) con adeguate attrezzature. Grande attenzione, nella progettazione della nuova struttura, è stata data all'efficienza acustica della sala. Inoltre il nuovo teatro sarà dotato di un impianto di climatizzazione ed aerazione della sala che consentirà lo sfruttamento dello stabile anche nella stagione estiva.